# Olympische Winterspiele 1948/Teilnehmer (Chile)
| Gelbes Symbol für Goldmedaillen mit stilisierten Olympischen Ringen | Graues Symbol für Silbermedaillen mit stilisierten Olympischen Ringen | Braundes Symbol für Bronzemedaillen mit stilisierten Olympischen Ringen |
| ------------------------------------------------------------------- | --------------------------------------------------------------------- | ----------------------------------------------------------------------- |
| —                                                                   | —                                                                     | —                                                                       |

Chile nahm an den V. Olympischen Winterspielen 1948 in St. Moritz mit einer Delegation von vier Athleten teil.
| Männliche Teilnehmer aus Chile | Männliche Teilnehmer aus Chile | Männliche Teilnehmer aus Chile | Männliche Teilnehmer aus Chile | Männliche Teilnehmer aus Chile |
| Sportart                       | Sportler                       | Disziplin                      | Platz                          | Bemerkung                      |
| ------------------------------ | ------------------------------ | ------------------------------ | ------------------------------ | ------------------------------ |
| Ski Alpin                      | Gonzalo Domínguez              | Abfahrt                        | 83                             |                                |
| Ski Alpin                      | Gonzalo Domínguez              | Kombination                    | DNF                            |                                |
| Ski Alpin                      | Jaime Errázuriz                | Abfahrt                        | 78                             |                                |
| Ski Alpin                      | Jaime Errázuriz                | Slalom                         | DNF                            |                                |
| Ski Alpin                      | Jaime Errázuriz                | Kombination                    | 52                             |                                |
| Ski Alpin                      | Arturo Hammersley              | Abfahrt                        | 74                             |                                |
| Ski Alpin                      | Arturo Hammersley              | Slalom                         | 54                             |                                |
| Ski Alpin                      | Arturo Hammersley              | Kombination                    | 57                             |                                |
| Ski Alpin                      | Hernán Oelckers                | Abfahrt                        | 59                             |                                |
| Ski Alpin                      | Hernán Oelckers                | Slalom                         | 52                             |                                |
| Ski Alpin                      | Hernán Oelckers                | Kombination                    | 38                             |                                |